# Уялы (Чаглинский сельский округ)
Уялы (каз. Ұялы) — село в Зерендинском районе Акмолинской области Казахстана. Входит в состав Чаглинского сельского округа. Код КАТО — 115659900.

## География
Село расположено на востоке района, в 35 км на северо-восток от центра района села Зеренда, в 28 км на восток от центра сельского округа села Шагалалы.
Возле села имеется озеро Солдатколь.

### Ближайшие населённые пункты
- аул Желтау в 8 км на юге,
- аул Акадыр в 13 км на северо-западе,
- аул Ескенежал в 13 км на юго-западе,
- село Ивановка в 15 км на северо-востоке,
- село Жамантуз в 16 км на юго-востоке,
- город Кокшетау в 18 км на севере.

## Население
В 1989 году население села составляло 365 человек (из них казахов 100%).
В 1999 году население села составляло 288 человек (151 мужчина и 137 женщин). По данным переписи 2009 года, в селе проживало 217 человек (122 мужчины и 95 женщин).
| Численность населения | Численность населения | Численность населения |
| 1989                  | 1999                  | 2009                  |
| --------------------- | --------------------- | --------------------- |
| 365                   | ↘288                  | ↘217                  |